# Осамнаеста хрватска источнобосанска бригада НОВЈ
Осамнаеста хрватска источнобосанска бригада била је источнобосанска бригада Хрвата у НОВЈ.
Основана је 10. октобра 1943. године. То је било у тренутку повољног стратешког тренутка, јер је септембра 1943. капитулирала Италија, што је немачке и снаге НДХ присилило да  ангажују снаге на разоружавању италијанске војске, да не би могла случајно после то оружје окренути против њих или да то оружје не падне у руке партизанима или четницима. То је велике снаге одвукло ка приобалном подручју, што је оставило северне крајеве НДХ слабије чуванима. Бригада је формирана у селу Хусину код Тузле, током 40-дневне партизанске власти у Тузли. Придружили су јој се рудари, већином Хрвати из Букиња, Креке, Букиња, Молуха те других села из долине реке Спрече и планине Мајевице.
Командант трећег хусинског батаљона био је Мијо Керошевић, и с њиме његов стриц Јуро Керошевић. Јуро је после постао политички комесар Прве чете. Командант бригаде био је Фрањо Херљевић.
10. октобра 1943. у Живиницама код Тузле, по наређењу Врховног штаба НОВ и ПОЈ, формирана је 27. ударна дивизија 3. босанског ударног корпуса НОВЈ, у чији су састав ушле 18. хрватска (босанска), 2. крајишка ударна, 17. мајевичка бригада те Бирчански и Романијски НОП одред. Формирана је као 3. ударна дивизија 3. ударног корпуса НОВЈ, а од 17. октобра дивизија носи назив 27. ударна дивизија НОВЈ. 6. марта 1944. У Брђанима код Бијељине, одлуком Врховног штаба НОВ и ПОЈ, од 17. мајевичке и 18. хрватске бригаде, Мајевичког, Тузланског и Посавско-требавског НОП одреда формирана је 38. ударна дивизија 3. ударног корпуса НОВЈ, а по другим податцима формирана је 10. марта.
18. источнобосанска хрватска бригада ратовала је на разним ратиштима, ослободила је Тешањ, учествовала у борбама за ослобођење Сарајева и завршним операцијама за ослобођење Југославије.